# Marina Ratner
Marina Evseevna Ratner (in russo Мари́на Евсе́евна Ра́тнер?; Mosca, 30 ottobre 1938 – 7 luglio 2017) è stata una matematica russa, docente presso l'Università della California - Berkeley.
Ha lavorato sulla teoria ergodica. Intorno al 1990, ha dimostrato un gruppo di principali teoremi relativi ai flussi unipotenti su spazi omogenei, noti come teoremi di Ratner. Ratner è stata eletta all'Accademia americana delle arti e delle scienze nel 1992, ha ricevuto il Premio Ostrowski nel 1993 ed è stata eletta alla National Academy of Sciences lo stesso anno. Nel 1994 le è stato conferito il John J. Carty Award dalla National Academy of Sciences.

## Biografia
Ratner è nata a Mosca, SFSR russa da una famiglia ebrea, dove suo padre era un fitologo e sua madre una chimica. La madre di Ratner fu licenziata dal lavoro negli anni '40 per aver scritto a sua madre in Israele, allora considerata una nemica dello stato sovietico. Ratner si interessò alla matematica durante la quinta elementare. Dal 1956 al 1961 ha studiato matematica e fisica all'Università statale di Mosca. Qui si interessò alla teoria della probabilità, ispirata da AN Kolmogorov e dal suo gruppo. Dopo la laurea, ha trascorso quattro anni lavorando nel gruppo di statistica applicata di Kolmogorov. In seguito, è tornata all'Università statale di Mosca per studi universitari sotto Yakov G. Sinai, anche lui studente di Kolmogorov. Ha completato la sua tesi di dottorato, dal titolo "Geodesic Flows on Unit Tangent Bundles of Compact Surfaces of Negative Curvature", nel 1969.
Nel 1971 è emigrata dall'Unione Sovietica in Israele e ha insegnato all'Università Ebraica dal 1971 al 1975. Iniziò a lavorare con Rufus Bowen a Berkeley e in seguito emigrò negli Stati Uniti e divenne professoressa di matematica a Berkeley. Il suo lavoro includeva prove di congetture che trattano di flussi unipotenti su quozienti di gruppi di Lie fatte da SG Dani e MS Raghunathan. Per questo e altri lavori, ha vinto il John J. Carty Award for the Advancement of Science nel 1994. È diventata solo la terza donna relatrice in plenaria al Congresso internazionale dei matematici nel 1994.
Marina Ratner è morta il 7 luglio 2017, all'età di 78 anni.